# أندريه نيهر
أندريه نيهر (بالفرنسية: André Neher)‏ هو حاخام وفيلسوف وكاتب فرنسي، ولد في 22 أكتوبر 1914 في أوبيرناي في فرنسا، وتوفي في 23 أكتوبر 1988 في القدس في إسرائيل.